# Takifugu rubripes
Takifugu rubripes е вид лъчеперка от семейство Tetraodontidae. Видът е почти застрашен от изчезване.

## Разпространение и местообитание
Разпространен е в Китай, Провинции в КНР, Северна Корея, Тайван, Южна Корея и Япония.
Обитава сладководни и полусолени басейни и морета.

## Описание
На дължина достигат до 80 cm.